# Stenogobius

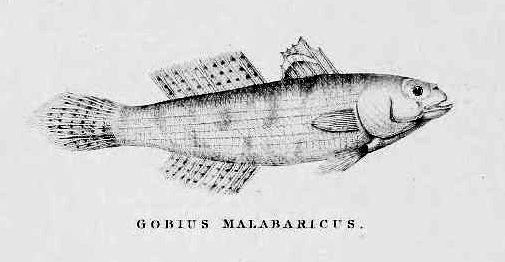
Stenogobius gymnopomus

Stenogobius es un género de peces de la familia Gobiidae y del orden de los Perciformes. Sus especies se distribuyen por el Sudeste Asiático, Oceanía y África.

## Especies
Se reconocen las siguientes:
- Stenogobius alleni Watson, 1991
- Stenogobius beauforti (M. C. W. Weber, 1907)
- Stenogobius blokzeyli (Bleeker, 1860)
- Stenogobius caudimaculosus Watson, 1991
- Stenogobius fehlmanni Watson, 1991
- Stenogobius genivittatus (Valenciennes, 1837)
- Stenogobius gymnopomus (Bleeker, 1853)
- Stenogobius hawaiiensis Watson, 1991
- Stenogobius hoesei Watson, 1991
- Stenogobius ingeri Watson, 1991
- Stenogobius keletaona Keith & Marquet, 2006[2]
- Stenogobius kenyae J. L. B. Smith, 1959
- Stenogobius kyphosus Watson, 1991
- Stenogobius lachneri G. R. Allen, 1991
- Stenogobius laterisquamatus (M. C. W. Weber, 1907)
- Stenogobius macropterus (Duncker, 1912)
- Stenogobius marinus Watson, 1991
- Stenogobius marqueti Watson, 1991
- Stenogobius mekongensis Watson, 1991
- Stenogobius ophthalmoporus (Bleeker, 1853)
- Stenogobius polyzona (Bleeker, 1867)
- Stenogobius psilosinionus Watson, 1991[3]
- Stenogobius randalli Watson, 1991
- Stenogobius squamosus Watson, 1991
- Stenogobius watsoni G. R. Allen, 2004
- Stenogobius yateiensis Keith, Watson & Marquet, 2002
- Stenogobius zurstrassenii (Popta, 1911)